# 인치 (스피드스케이팅 선수)
인치(중국어: 殷琦, 병음: Yīn Qí, 한자음: 은기, 1992년 10월 15일~)는 중화인민공화국의 스피드스케이팅 선수로 2022년 동계 올림픽 스피드스케이팅에 참가했다.